# Lasciala andare
Lasciala andare è una canzone scritta da Gaudi, Irene Grandi e Riccardo Cavalieri per l'album del 2005 della Grandi Indelebile, pubblicata come singolo lo stesso anno.
Brano incluso anche nel doppio album Irenegrandi.hits del 2007 e in Grandissimo del 2019. 
Canzone portata al successo anche nella penisola Ellenica dalla cantante Eleonora Zouganeli, intitolando Lasciala andare, Fevgo Già Mena Mia Fora per il mercato Greco.

## Il video
Il video è stato girato da Luca Lucini a Torino nel maggio 2005 ed ha ottenuto una nomination per il "Premio Videoclip Italiano 2005" nella categoria "Artista Donna", premio poi vinto da Elisa con Una poesia anche per te.

## Tracce
1. Lasciala andare
2. Lasciala andare "Versione strumentale"

## Classifiche
| Classifica (2005) | Posizione massima |
| ----------------- | ----------------- |
| Italia            | 7                 |

## Andamento nella classifica dei singoli italiana
| Posizione | 7 | 17 | 12 | 12 | 17 | 19 | 16 |